# كاواي اوكادا
كاواي اوكادا (باليابانية: 岡田可愛؛ بالكانا: おかだ かわい) هي ممثلة يابانية، ولدت في 19 أكتوبر 1948 في إكونو-كو في اليابان.

## وصلات خارجية
- كاواي اوكادا على موقع IMDb (الإنجليزية)
- كاواي اوكادا على موقع ميوزك برينز (الإنجليزية)
- كاواي اوكادا على موقع قاعدة بيانات الفيلم (الإنجليزية)